# Weidestekelpoot
De weidestekelpoot (Zora nemoralis) is een spinnensoort in de taxonomische indeling van de stekelpootspinnen (Zoridae).
Het dier komt uit het geslacht Zora. De weidestekelpoot werd in 1861 beschreven door John Blackwall.